# Барановичский район
Бара́новичский райо́н (бел. Бара́навіцкі раён) — административная единица на северо-востоке Брестской области Республики Беларусь. Административный центр — город Барановичи (не входит в состав района).
Численность населения — 26 617 человек (на 1 января 2025 года).

## География
Район граничит: на севере — с Новогрудским и Кореличским районами Гродненской области, на востоке — с Несвижским районом Минской и Ляховичским районом Брестской областей, на юге — с Ивацевичским районом Брестской области, на западе — со Слонимским и Дятловским районами Гродненской области. Общая протяжённость границы района составляет 330 км. Площадь территории — 2,170 тыс. км², (6-е место среди районов области).
Территория района относится к бассейну реки Неман, речной системы Балтийского моря. Через неё протекает 28 рек, основная река — Щара, притоки Щары: Мышанка, Лохозва, Исса, Молотовка и начинаются реки Молчадь и Сервеч, общая протяжённость речной сети — 386 км, расположено четыре озера, четыре водохранилища, 135 прудов и пять обводненных карьеров. Крупнейший водоём — водохранилище Гать, созданное в 1934 году для энергетических целей. Озера — Колдычевское и Домашевичское. Кроме того, на территории района находится 58 родников.
Лес: 32,6% территории. Основные лесные массивы сконцентрированы на юго-западе и западе района, в северных и северо-восточных сельсоветах соотношение лесных массивов не превышает 10%. Преобладают сосновые леса. 65,1% почв — супесчаные, 26,7% — суглинистые. В среднем выпадает 630 мм осадков в год. Под болотом 18.7 тыс. га. Почти все низинные осушены.
Полезные ископаемые представлены месторождениями торфа, песчано-гравийного материала, строительных песков, кирпичных глин. В 1980-х годах был найден радоновый источник — уровень радиации в нём десятикратно превышал допустимую норму.
Большая часть района равнинная. На северо-западе района находится часть Новогрудской возвышенности, на востоке — часть Копыльской гряды. Высота 180—240 м. Самая высокая точка района находится возле деревни Зелёная (267 м).

## Геральдика
Герб и флаг одобрены решением Барановичского городского Совета депутатов 30 ноября 2012 года № 144.

## История
Современная территория района вошла в состав Российской империи в 1795 году, после 3-го раздела Речи Посполитой.
В феврале 1919 года эта территория вошла в Барановичский повет Белорусской ССР. По результатам войны 1919—1921 годов эта территория стала частью Барановичского повета Новогрудского воеводства Польши, но 17 сентября 1939 года, после присоединение Западной Белоруссии к СССР, 14 ноября 1939 она была включена в состав Барановичской области БССР. 15 января 1940 года на современной территории района образованы Новомышский и Городищенский районы.
В июне 1941 года занят немецкими войсками. Были созданы Леснянский лагерь смерти, Колдычевский лагерь смерти и 3 гетто, уничтожены свыше 110 000 человек. На территории района действовало Барановичское антинемецкое подполье, Барановичская окружная антинемецкая организация, Барановичские подпольные обкомы и горкомы КП(б)Б и ЛКСМБ, Барановичское партизанское соединение южной зоны, выходили подпольные газеты «Перемога», «Партызан Беларусі», «За Родину». Район освобождён 6-9 июля 1944 г. войсками 1-го Белорусского фронта в ходе наступления на Барановичско-Слонимском направлении.
С 8 января 1954 года в составе Брестской области. 20 мая 1954 года центр Новомышского района переведён в Барановичи, 8 апреля 1957 года район переименован в Барановичский. 4 октября 1957 года присоединены 2 сельсовета упразднённого Бытенского района.
25 декабря 1962 года в состав образованного Барановичского района передан Городищенский район. С этого момента внешние границы района не менялись.

### Новейшее время
В 2012 году в состав города Барановичи включено 11 населённых пунктов (Анисимовичи, Боровцы, Звёздная, Узноги, часть агрогородка Русино и части деревень Антоново, Гирово, Дубово, Большая Колпеница, Малая Колпеница, Приозёрная, Яново), относящихся ранее к территории Барановичского района.
За достижение в 2023 году наилучших показателей в сфере социально-экономического развития Барановичский район (вместе с Каменецким, Островецким, Несвижским, Солигорским) признан победителем соревнования (среди районов) и занесен на Республиканскую доску Почёта.

## Административное деление
Барановичский район состоит из 14 сельсоветов:
| Сельсоветы    | Административный центр     | Количество населённых пунктов | Население (год) | Площадь, км2 |
| ------------- | -------------------------- | ----------------------------- | --------------- | ------------ |
| Великолукский | агрогородок Русино         | 9                             | 2281 (2019)     | 71,3862      |
| Вольновский   | агрогородок Вольно         | 15                            | 1767 (2019)     | 149,7501     |
| Городищенский | городской посёлок Городище | 50                            | 4127 (2019)     | 229,5082     |
| Жемчужненский | агрогородок Жемчужный      | 17                            | 4977 (2019)     | 150,3326     |
| Крошинский    | агрогородок Крошин         | 13                            | 2641 (2019)     | 190,2324     |
| Леснянский    | агрогородок Лесная         | 9                             | 1727 (2019)     | 200,325      |
| Малаховецкий  | агрогородок Мирный         | 17                            | 1955 (2019)     | 140,5821     |
| Миловидский   | агрогородок Миловиды       | 6                             | 580 (2019)      | 142,3637     |
| Молчадский    | деревня Молчадь            | 13                            | 887 (2019)      | 131,2007     |
| Новомышский   | деревня Новая Мышь         | 21                            | 3757 (2019)     | 199,1419     |
| Подгорновский | агрогородок Подгорная      | 4                             | 650 (2019)      | 193,1272     |
| Полонковский  | деревня Полонка            | 10                            | 1109 (2019)     | 123,8961     |
| Почаповский   | агрогородок Почапово       | 19                            | 683 (2019)      | 101,4148     |
| Столовичский  | агрогородок Столовичи      | 23                            | 2695 (2019)     | 145,0989     |

Всего в Барановичском районе 227 населённых пунктов.

### Упразднённые сельсоветы
- Гирмантовский — 14 деревень, 1 агрогородок
- Карчёвский — 12 деревень, 1 посёлок, 1 агрогородок
- Колпеницкий — 10 деревень
- Меденевичский — 8 деревень
- Петковичский — 5 деревень
- Перховичский (18 марта 1985 года)[15]
- Подлесейский (19 января 1987 года)[15]
- Полонечковский — 3 деревни
- Тешевлянский — 8 деревень, 1 посёлок
- Утёсский — 5 деревень

## Население
Численность населения — 26 617 человек (на 1 января 2025 года), в том числе городское — 1 660 человек (Городище — 1 660 человек), сельское — 24 957 человек.
Население района составляет 27 287 человек (на 1 января 2024 года), в том числе посёлок Городище 1 705 жителей и 25 582 сельского населения. Город Барановичи в состав района не входит.
| Численность населения (на начало года) | Численность населения (на начало года) | Численность населения (на начало года) | Численность населения (на начало года) | Численность населения (на начало года) | Численность населения (на начало года) | Численность населения (на начало года) | Численность населения (на начало года) | Численность населения (на начало года) | Численность населения (на начало года) | Численность населения (на начало года) |
| 2000                                   | 2001                                   | 2002                                   | 2003                                   | 2004                                   | 2005                                   | 2006                                   | 2007                                   | 2008                                   | 2009                                   | 2010                                   |
| -------------------------------------- | -------------------------------------- | -------------------------------------- | -------------------------------------- | -------------------------------------- | -------------------------------------- | -------------------------------------- | -------------------------------------- | -------------------------------------- | -------------------------------------- | -------------------------------------- |
| 48 866                                 | ▼48 125                                | ▼47 462                                | ▼46 680                                | ▼45 988                                | ▼45 309                                | ▼44 583                                | ▼43 915                                | ▼43 215                                | ▼42 511                                | ▼41 800                                |
| 2011                                   | 2012                                   | 2013                                   | 2014                                   | 2015                                   | 2016                                   | 2017                                   | 2018                                   | 2019                                   | 2020                                   | 2021                                   |
| ▼40 985                                | ▼40 447                                | ▼39 841                                | ▼33 392                                | ▼32 673                                | ▼31 979                                | ▼31 337                                | ▼30 741                                | ▼30 157                                | ▼29 757                                | ▼29 110                                |
| 2022                                   | 2023                                   | 2024                                   | 2025                                   | 2026                                   |                                        |                                        |                                        |                                        |                                        |                                        |
| ▼28 337                                | ▼27 664                                | ▼27 287                                | ▼26 617                                |                                        |                                        |                                        |                                        |                                        |                                        |                                        |

| Национальный состав по переписи 2019 года                                       | Национальный состав по переписи 2019 года | Национальный состав по переписи 2019 года | Национальный состав по переписи 2019 года | Национальный состав по переписи 2019 года | Национальный состав по переписи 2019 года | Национальный состав по переписи 2019 года | Национальный состав по переписи 2019 года | Национальный состав по переписи 2019 года | Национальный состав по переписи 2019 года | Национальный состав по переписи 2019 года |
| Всего (2019)                                                                    | белорусы                                  | белорусы                                  | поляки                                    | поляки                                    | русские                                   | русские                                   | украинцы                                  | украинцы                                  | цыгане                                    | цыгане                                    |
| ------------------------------------------------------------------------------- | ----------------------------------------- | ----------------------------------------- | ----------------------------------------- | ----------------------------------------- | ----------------------------------------- | ----------------------------------------- | ----------------------------------------- | ----------------------------------------- | ----------------------------------------- | ----------------------------------------- |
| 29 836                                                                          | 26 406                                    | 88,5%                                     | 1358                                      | 4,55%                                     | 1344                                      | 4,50%                                     | 251                                       | 0,84%                                     | 48                                        | 0,16%                                     |
| 29 836                                                                          | азербайджанцы                             | азербайджанцы                             | немцы                                     | немцы                                     | армяне                                    | армяне                                    | молдаване                                 | молдаване                                 | татары                                    | татары                                    |
| 29 836                                                                          | 27                                        | 0,09%                                     | 26                                        | 0,09%                                     | 21                                        | 0,07%                                     | 18                                        | 0,06%                                     | 17                                        | 0,06%                                     |
|                                                                                 |                                           |                                           |                                           |                                           |                                           |                                           |                                           |                                           |                                           |                                           |
| Национальный состав по переписи 2009 года                                       |                                           |                                           |                                           |                                           |                                           |                                           |                                           |                                           |                                           |                                           |
| Всего (2009)                                                                    | белорусы                                  | белорусы                                  | поляки                                    | поляки                                    | русские                                   | русские                                   | украинцы                                  | украинцы                                  | цыгане                                    | цыгане                                    |
| 41 902                                                                          | 36 419                                    | 86,91%                                    | 2473                                      | 5,9%                                      | 2185                                      | 5,21%                                     | 471                                       | 1,12%                                     | 82                                        | 0,2%                                      |
| 41 902                                                                          | молдаване                                 | молдаване                                 | армяне                                    | армяне                                    | азербайджанцы                             | азербайджанцы                             | татары                                    | татары                                    | немцы                                     | немцы                                     |
| 41 902                                                                          | 29                                        | 0,07%                                     | 28                                        | 0,07%                                     | 28                                        | 0,07%                                     | 21                                        | 0,05%                                     | 15                                        | 0,04%                                     |
|                                                                                 |                                           |                                           |                                           |                                           |                                           |                                           |                                           |                                           |                                           |                                           |
| Национальный состав по переписи населения 1959 года (без Городищенского района) |                                           |                                           |                                           |                                           |                                           |                                           |                                           |                                           |                                           |                                           |
| Всего (1959)                                                                    | белорусы                                  | белорусы                                  | поляки                                    | поляки                                    | русские                                   | русские                                   | украинцы                                  | украинцы                                  | татары                                    | татары                                    |
| 37 765                                                                          | 28 850                                    | 76,39%                                    | 6304                                      | 16,69%                                    | 1963                                      | 5,2%                                      | 506                                       | 1,34%                                     | 31                                        | 0,08%                                     |

На 1 января 2023 года 17,1% населения района было в возрасте моложе трудоспособного, 51,9% — в трудоспособном, 31,0% — старше трудоспособного. Ежегодно в районе рождается 300—350 детей и умирает 650—700 человек. Коэффициент рождаемости в 2019 году — 10,5, смертности — 22,2 (последний показатель самый высокий среди районов Брестской области). Наблюдается естественная убыль населения, и ежегодно численность населения уменьшается на 300—450 человек по естественным причинам (-353 по итогам 2019 года). Коэффициент естественной убыли населения (-11,7 в 2019 году) самый высокий в Брестской области. В 2022 году в районе было заключено 109 браков (3,9 на 1000 человек) и 61 развод (2,2).

## Экономика

Торфозавод в пос. Октябрьский

В 2022 году номинальная начисленная среднемесячная зарплата работников в районе составила 93,8% от среднего уровня по Брестской области. В денежном эквиваленте — 1300,5 бел. рубля.
Выручка от реализации продукции, товаров, работ, услуг за 2022 год составила 1058,2 млн рублей (около 320 млн долларов). Так, в 2022 году 731,9 млн рублей пришлось на сельское, лесное и рыбное хозяйство, 220,5 млн на промышленность, 11 млн на строительство, 63,7 млн на торговлю и ремонт.
Топливная промышленность в районе представлена торфопредприятием «Колпеница», которое находится в пос. Октябрьский. Предприятие производит топливный торфобрикет, а также торф для получения удобрений. Добывается также строительный песок, глины, песочно-гравиевый материал, которые впоследствии перерабатываются гравийно-сортировочным заводом «Омневичи», специализирующимся на выпуске песчано-гравийных смесей.

### Сельское хозяйство
В состав агропромышленного комплекса Барановичского района входит 10 сельскохозяйственных организаций и 46 крестьянских фермерских хозяйств. В 2023 году сельскохозяйственные организации обрабатывали 82,6 тыс. га посевной площади. При этом под зерновые культуры в 2023 году было засеяно 40,9 тыс. га пахотных площадей, под кормовые культуры — 31,4 тыс. га, под рапс — 6,5 тыс. га, под сахарную свёклу — 3,3 тыс. га, под лён-долгунец — 400 га, под картофель — 12 га и под овощи — 3 га. В 2022 году они собрали 190,2 тыс. т зерновых и зернобобовых культур при урожайности 47 ц/га, 598 т картофеля при урожайности 123 ц/га, 24 т овощей при урожайности 88 ц/га, 503 т льноволокна при урожайности 13 ц/га, 154,3 тыс. т сахарной свёклы при урожайности 490 ц/га, 17 т плодов и ягод при урожайности 10 ц/га.
На 1 января 2024 года в сельскохозяйственных организациях района содержалось 55,6 тыс. голов крупного рогатого скота, в том числе 20,7 тыс. коров, 5,1 тыс. свиней, 4732 тыс. голов птицы. В 2022 году сельскохозяйственные организации района реализовали 83 тыс. т мяса скота и птицы, произвели 125,3 тыс. т молока (средний удой от коровы — 6,1 т молока), 269,8 млн штук яиц (3-е место в стране).
За 2023 год среднемесячная заработная плата работников сельскохозяйственных организаций района составила 1706 белорусских рублей. Среднесписочная численность работников, занятых в сельском хозяйстве на 1 января 2024 года, — 5683 человек.

## Транспорт
Барановичский район имеет развитую сеть автомобильных дорог протяжённостью в 845 километров (с твёрдым покрытием 712,2 км), строительством, ремонтом и обслуживанием которых занимаются 3 дорожных организации: ДЭУ-3, ДЭУ-24 ГП «Бреставтодор», ДРСУ-136. Протяженность железных дорог — 140 километров.
| Автодороги, проходящие через Барановичский район                          | Обозначения |
| ------------------------------------------------------------------------- | ----------- |
| Брест (Козловичи) — граница Российской Федерации (Редьки)                 | М1 E 30     |
| Столбцы — Ивацевичи — Кобрин                                              | Р2 E 85     |
| Барановичи — Ляховичи                                                     | Р4          |
| Барановичи — Новогрудок — Ивье                                            | Р5          |
| Барановичи — Волковыск — Пограничный — Гродно — граница Республики Польша | Р99         |
| Барановичи — Молчадь — Дятлово                                            | Р108        |

## Образование

Школа в пос. Октябрьский (Столовичская СШ)

- Областное кадетское училище: Брестское областное кадетское училище имени Фильцова[33].
- Учреждение профессионально-технического образования: Новомышский государственный аграрный колледж (ранее-профессиональный лицей сельскохозяйственного производства)[34].
- Школы средние: Вольно, Городище, Жемчужный, Карчёво, Крошин, Лесная, Миловиды, Мир, Мирный, Молчадь, Октябрьский (Столовичская СШ), Перховичи, Подгорная, Полонка, Почапово, Русино, Тешевле[35].
- Школы базовые: Арабовщина, Великие Луки, Лавриновичи, Севрюки[35].
- Школы-интернаты: Молчадь[33].

В 2022 году в районе насчитывалось 22 учреждения дошкольного образования, которые обслуживали 864 ребёнка. В 25 школах в 2022/2023 учебном году обучался 3191 ученик, образовательный процесс обеспечивал 547 учителей.

## Культура
В 2023 году в Барановичском районе действовало 30 публичных библиотек с фондом 243,5 тыс. экземпляров книг и журналов. Численность пользователей составила 11 тыс. человек, было выдано 176,8 тыс. экземпляров книг и журналов.

## Достопримечательности
На территории Барановичского района 32 объекта, которые включены в Государственный список историко-культурного наследия Республики Беларусь, в том числе: 
- 16 памятников архитектуры (церкви и костелы, усадьбы, парки)
- 9 памятников археологии (курганы, городище, стоянки)
- 6 памятников истории (братские могилы, камень филаретов)
- 1 памятник искусства (люстра П. Багрима в агрогородке Крошин)

### Заказники
Республиканского значения:
- «Стронга» (состоит из двух частей — «Исса» (69,91 кв.км) и «Лохозва»). Основная цель создания — сохранение местообитания форели ручьевой. Площадь — 120,15 квадратных километров[40][41].

### Памятники природы
Республиканского значения:
1. Дубы-пирамидальные «Барановичские». Возраст деревьев — около 60 лет, высота 15 метров[43];
2. Дубы-близнецы «Тугановичские» — дубы черешчатые возле агрогородка Карчёво и города Барановичи;
3. Насаждения лиственницы европейской в Молчадском лесничестве[44];
4. Камень филаретов возле агрогородка Карчёво (геологический)[45].

Местного значения:
Ботанические
1. «Парк «Верхне-Черниховский» (6,5 га)
2. «Парк «Вольновский» (9 га)
3. «Парк «Крошинский» (5,5 га)
4. «Парк «Тугановичский» (12 га)
5. «Парк «Ястрембельский» (4,5 га)

Гидрологические 
1. «Родник «Тартаки» (0,06 га)
2. «Родник «Ясенец» (0,001 га)
3. «Родник «Ярошево» (в 50 метров севернее деревни Кузевичи Молчадского сельсовета)
4. «Криница «Молчадка» (в Молчадском лесничестве Барановичского лесхоза)
5. «Родник «Сунгловщина» (в западной части деревни Молчадь Молчадского сельсовета)

## Галерея

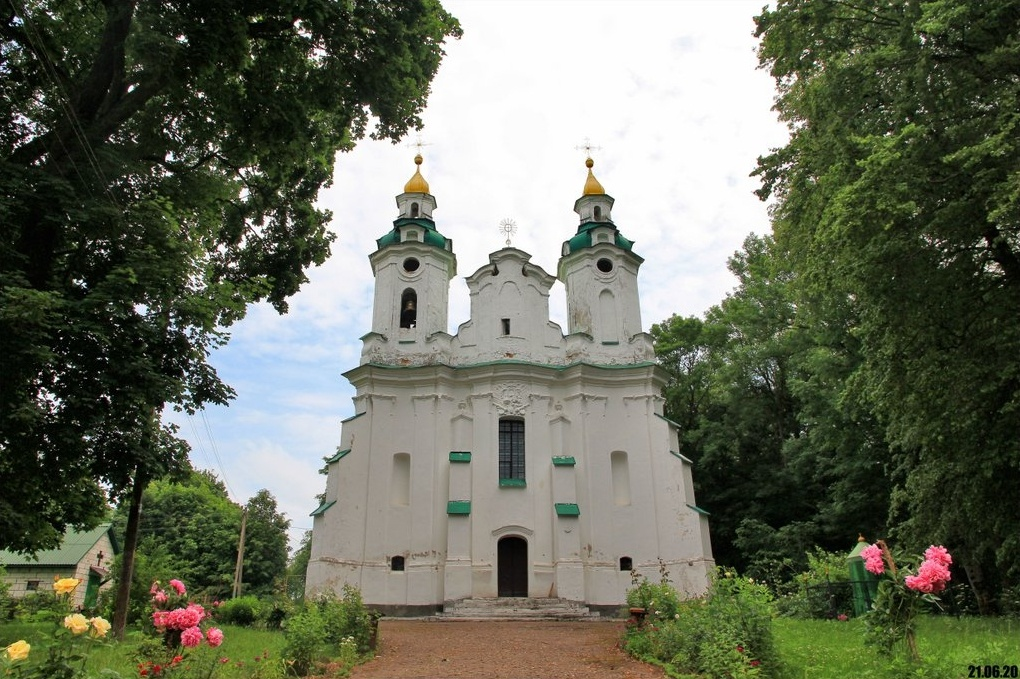
Троицкая церковь в Вольно
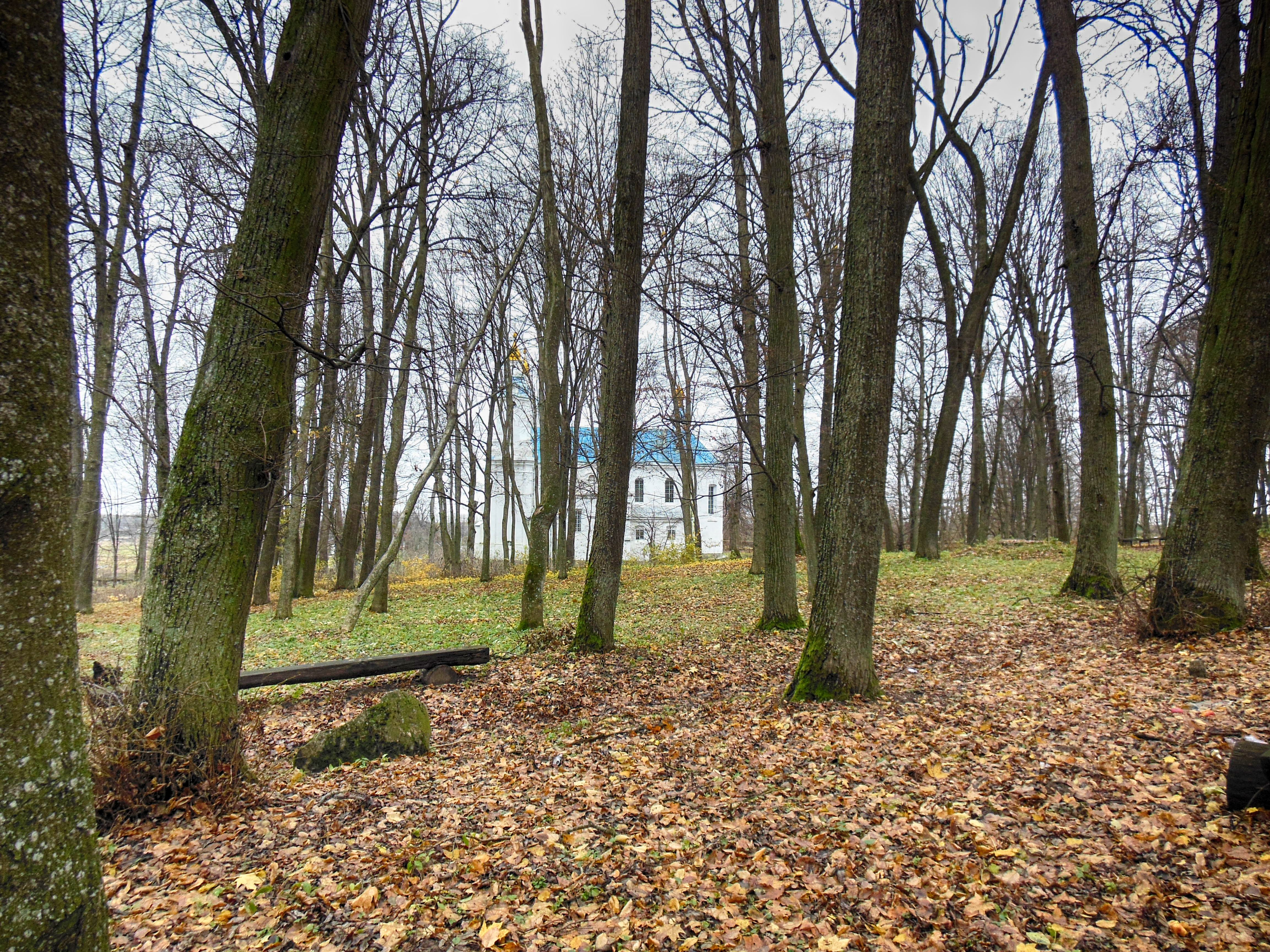
Парк пейзажного типа в Вольно
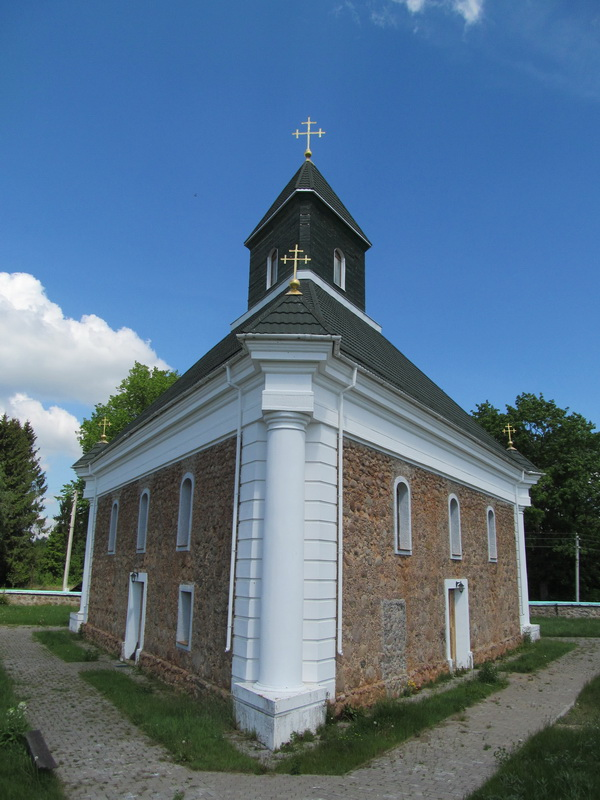
Церковь Святой Троицы в Большая Своротва
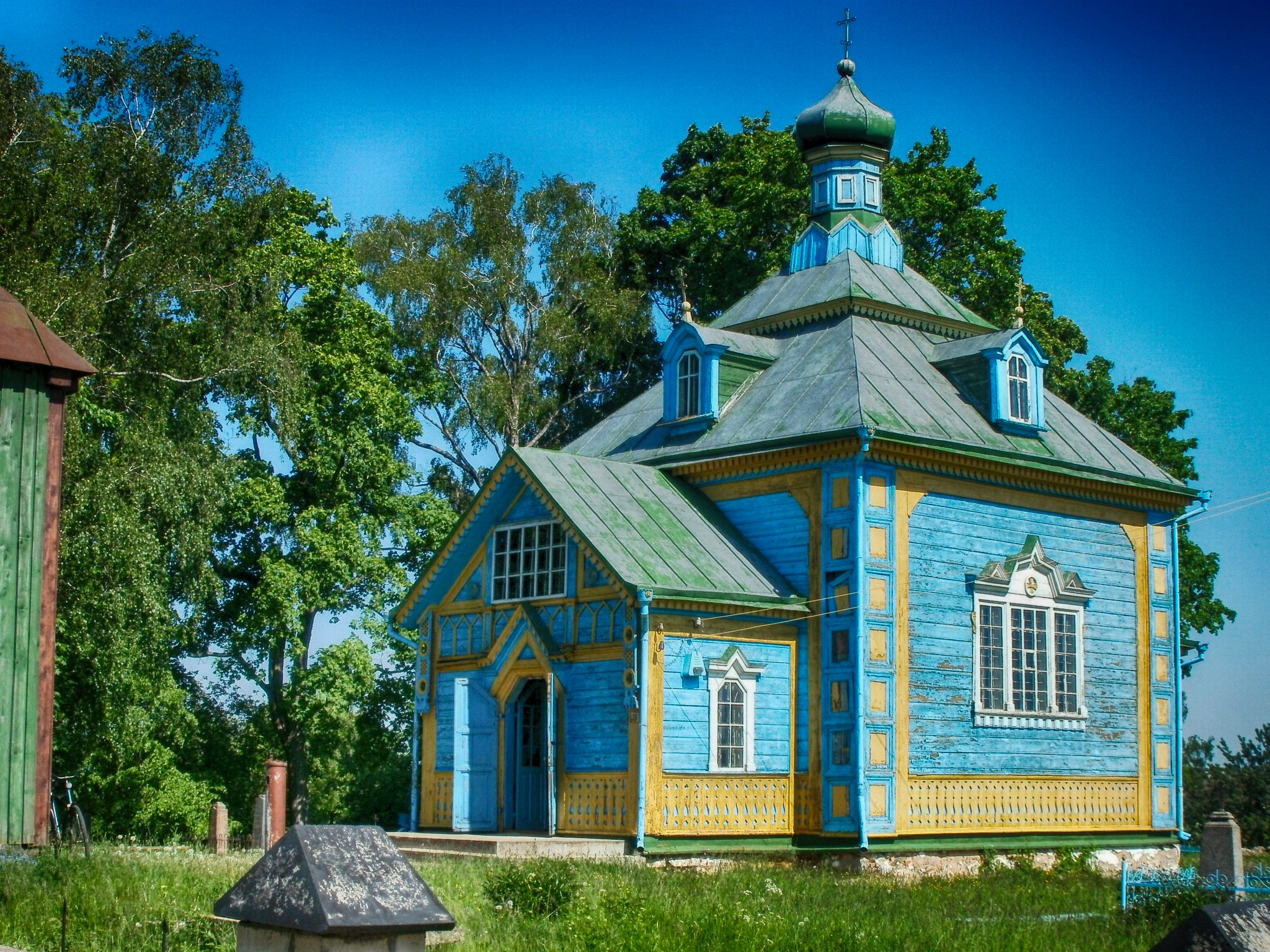
Свято-Крестовоздвиженская церковь в Городище
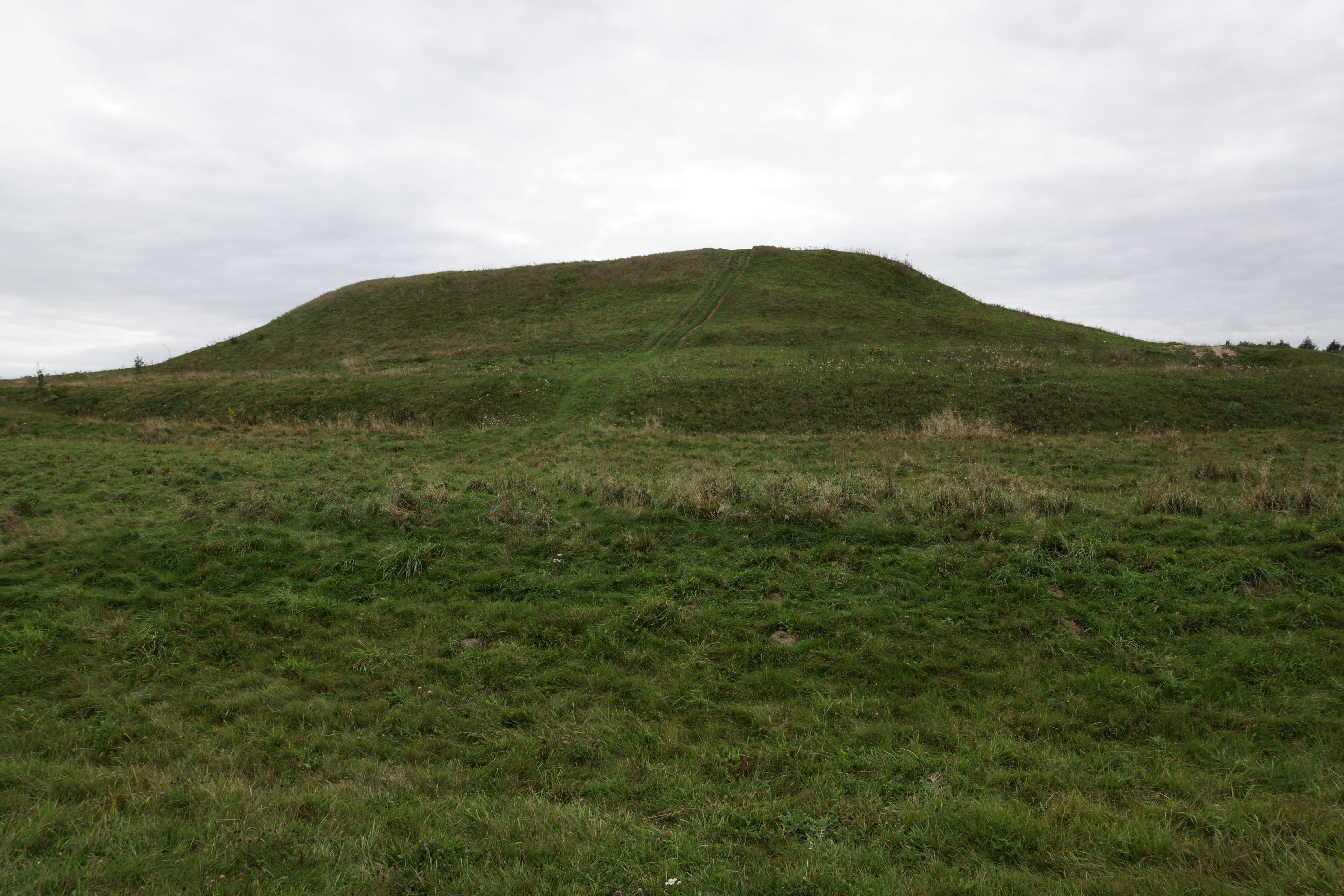
Городище периода раннего феодализма в Городище
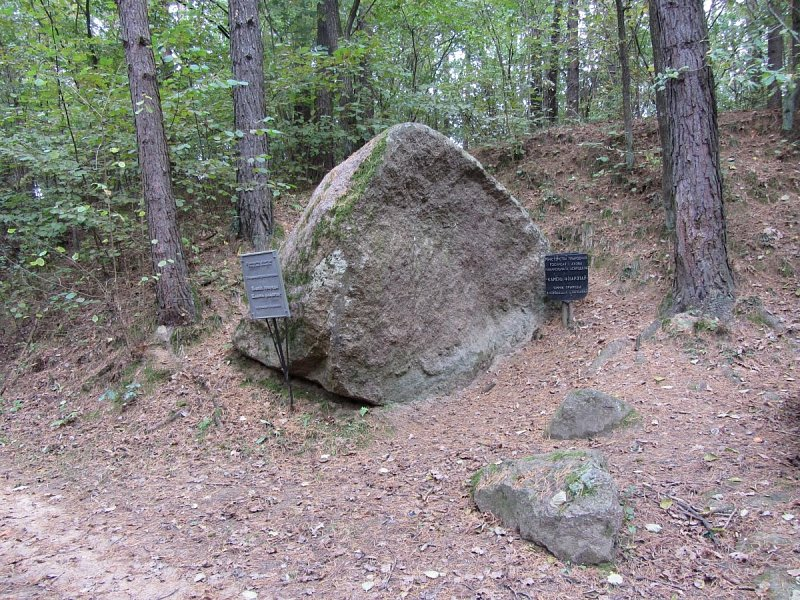
Камень филаретов в Карчёво
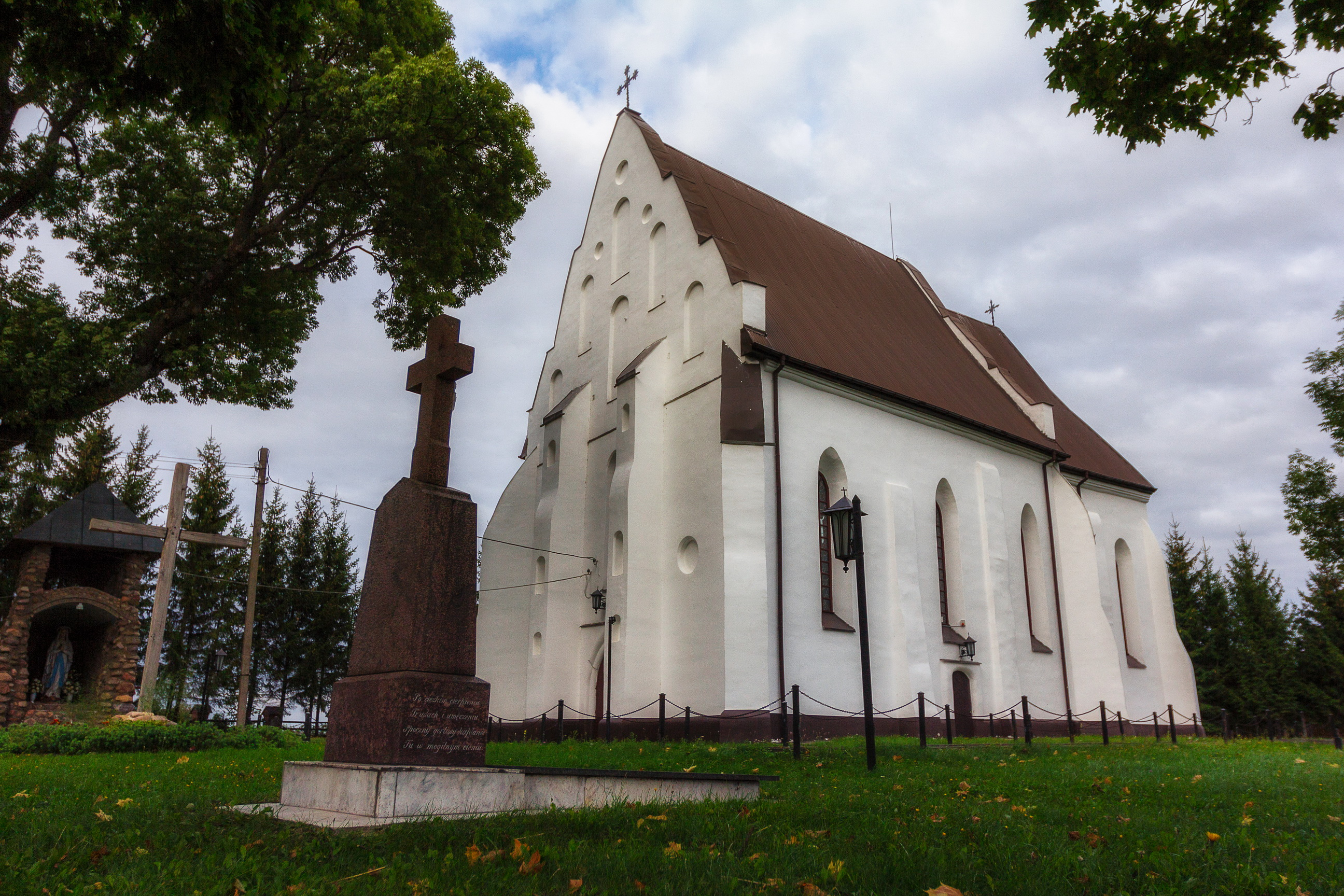
Троицкий костёл в Ишколдь
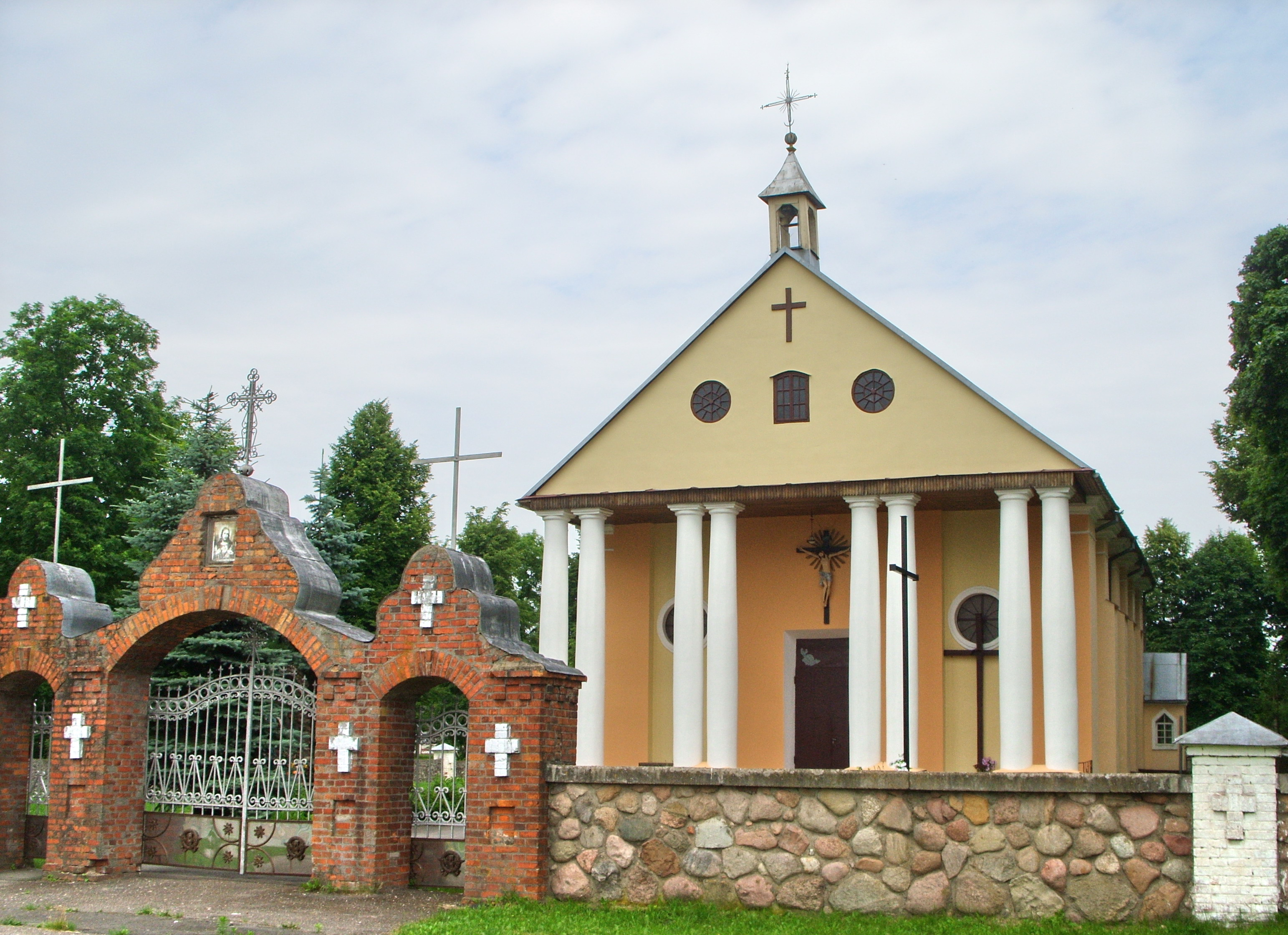
Преображенский костёл в Новая Мышь
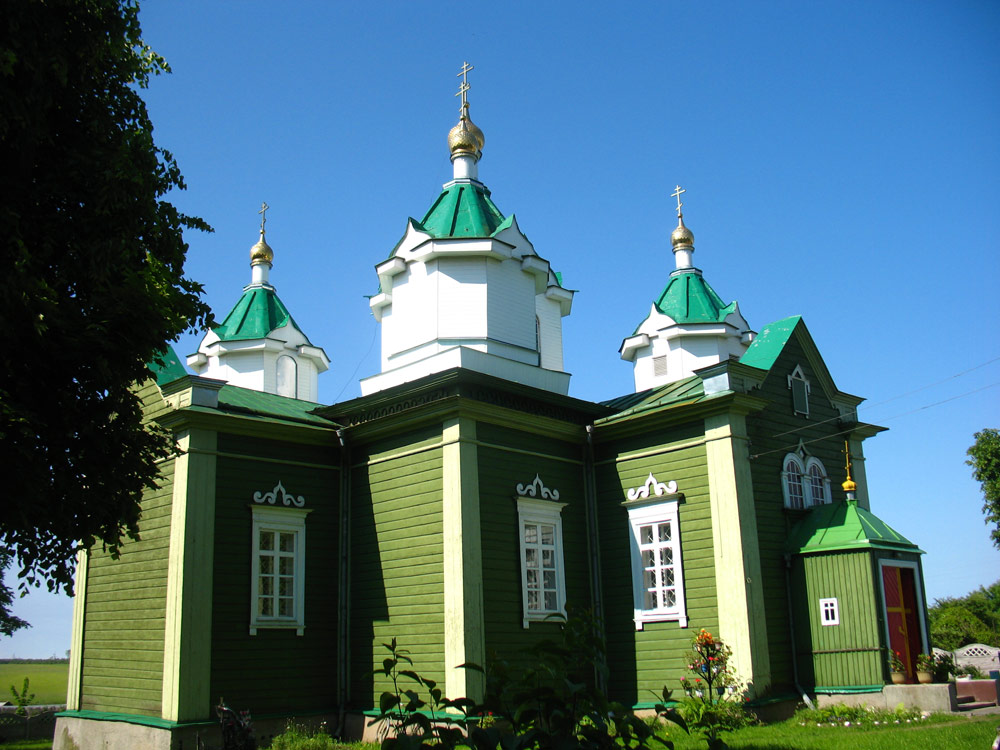
Церковь Преображения Господня в Новая Мышь
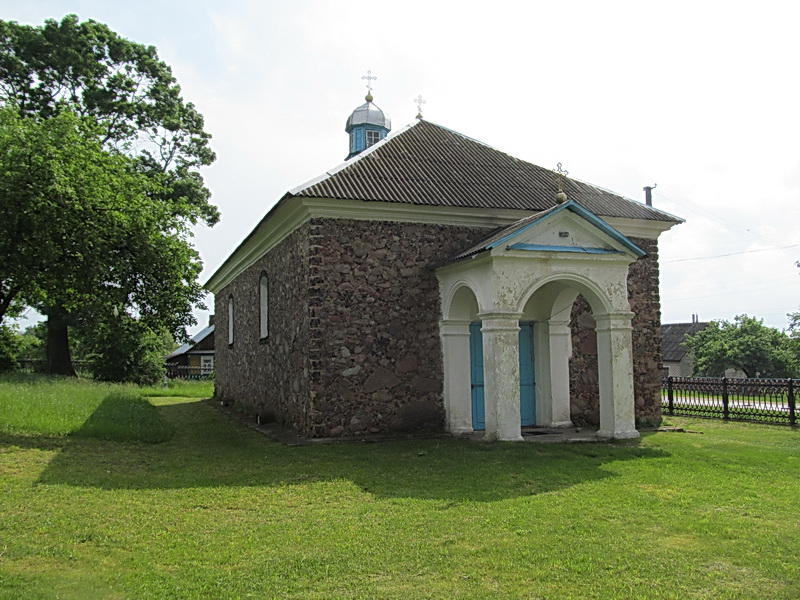
Свято-Антониевская церковь в Подгорная
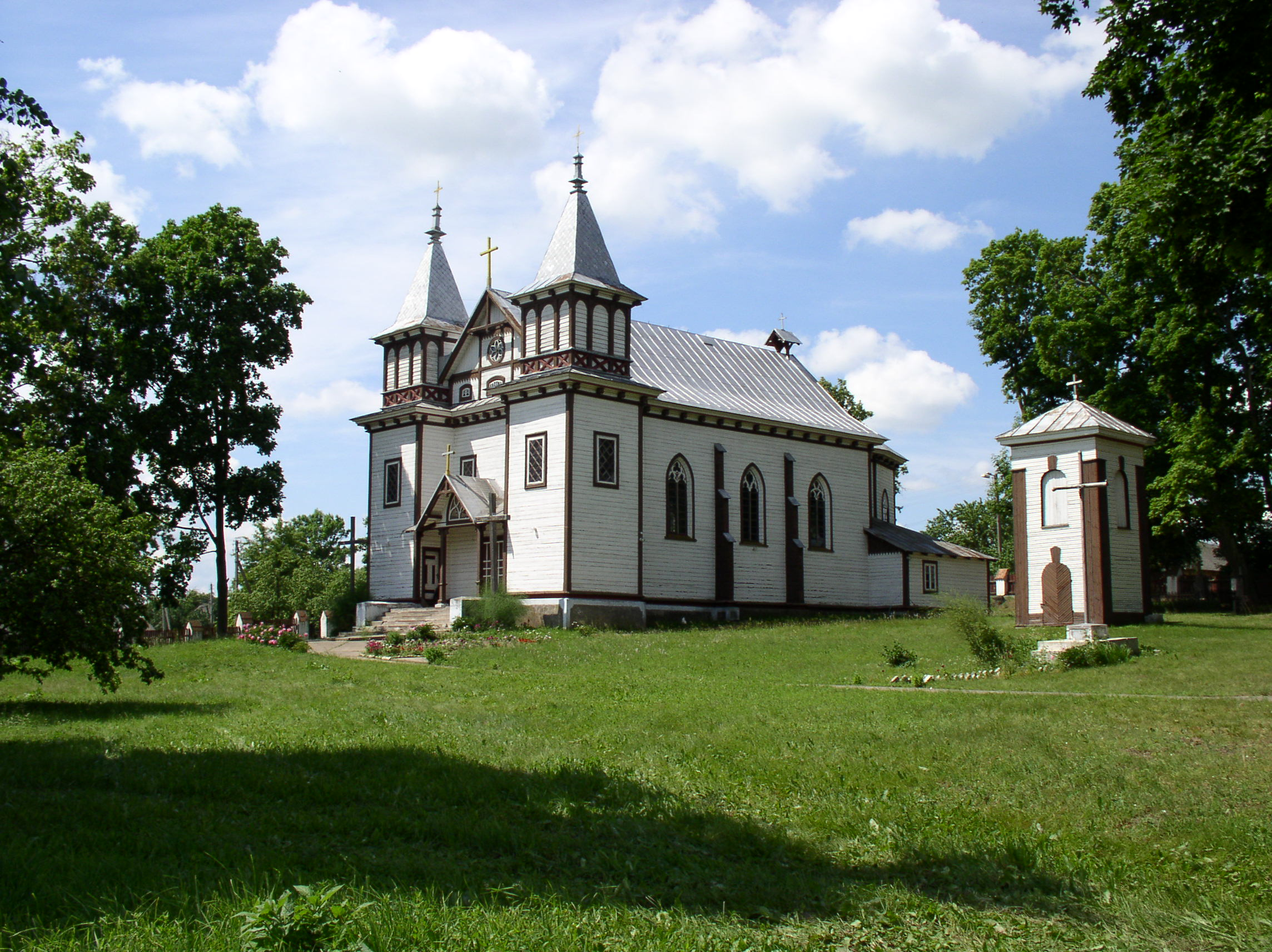
Юрьевский костёл в Полонечка
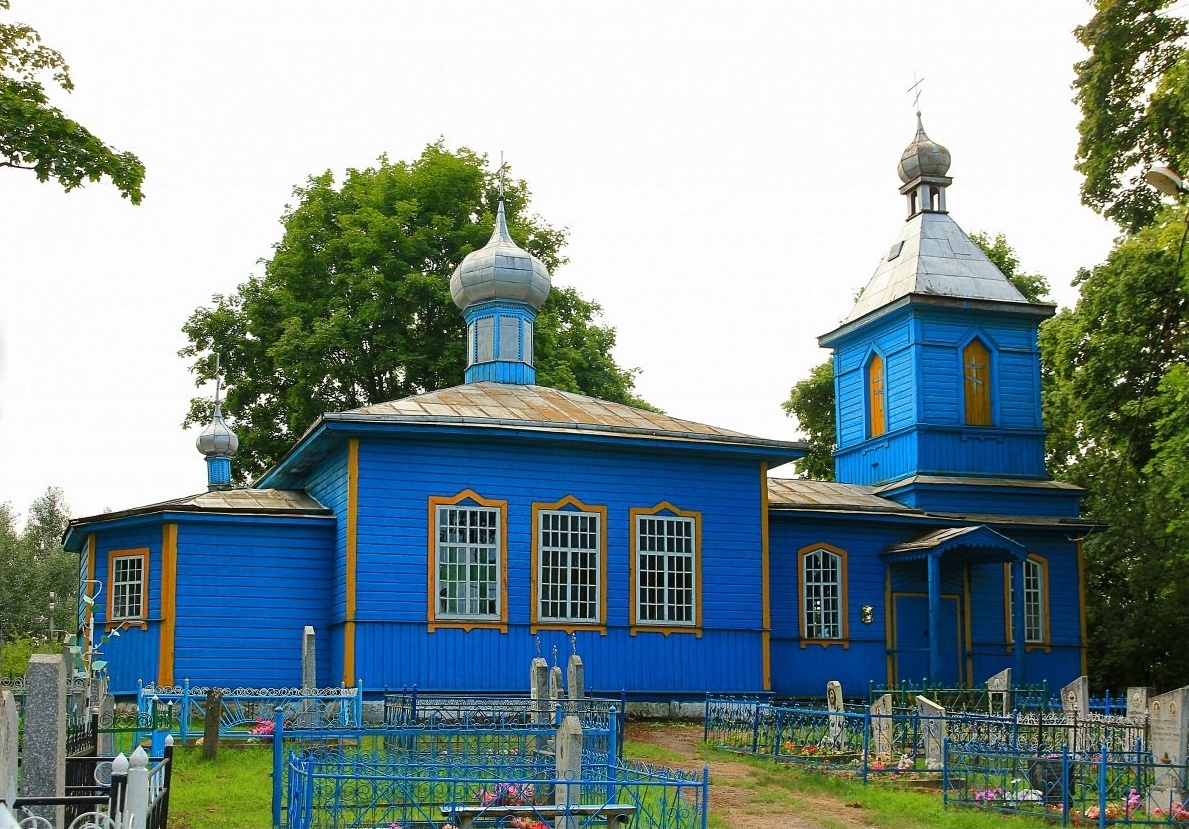
Церковь Святой великомученицы Параскевы Пятницы в  Чернихово
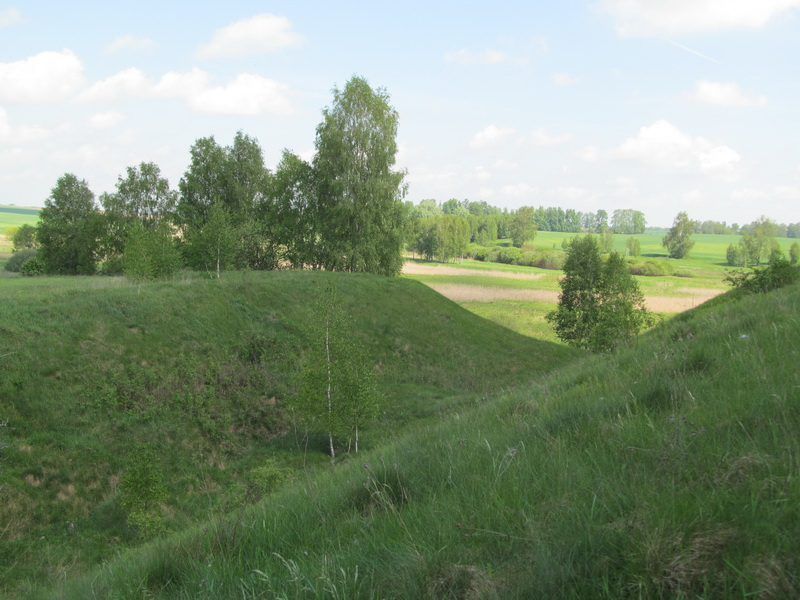
Городище периода средневековья в  Старая Мышь
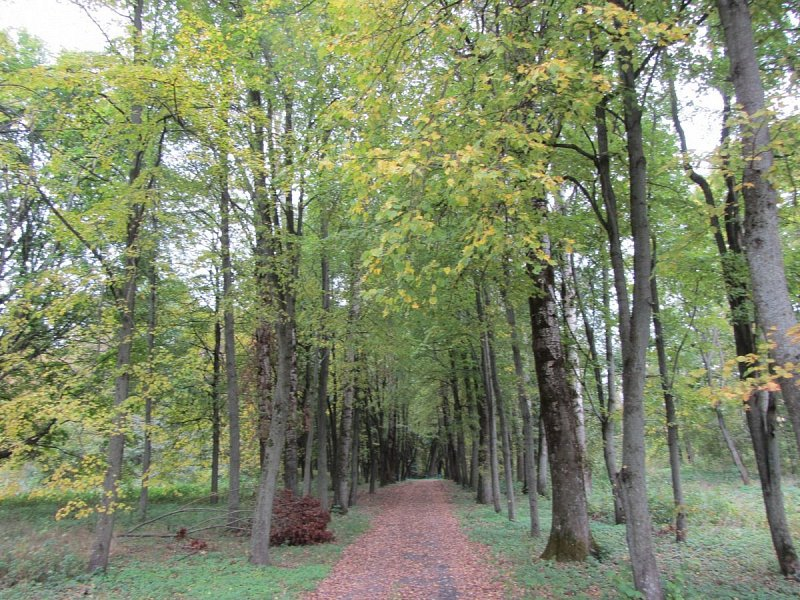
Тугановичский парк в  Карчёво
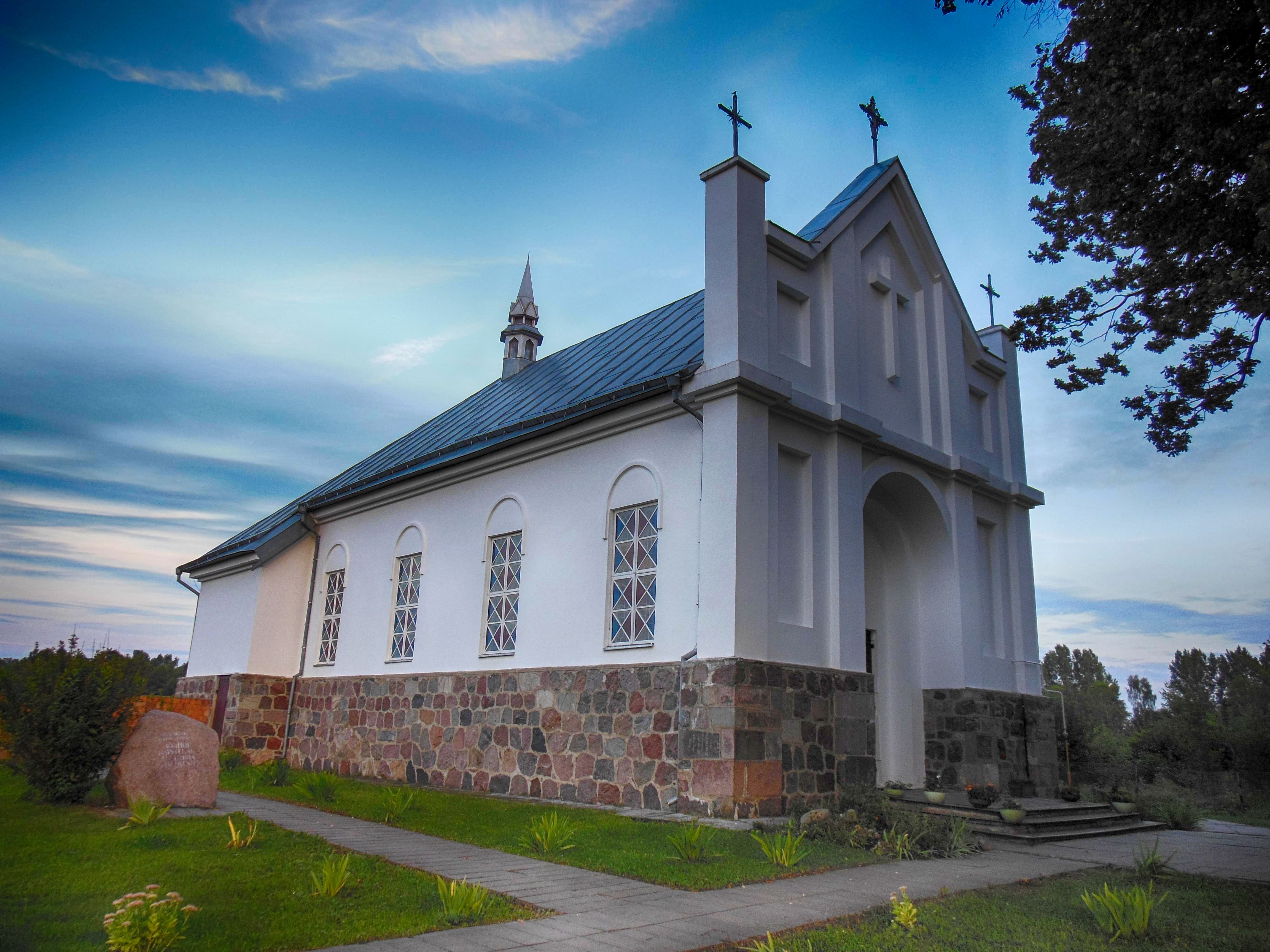
Римско-католическая церковь в Крошин
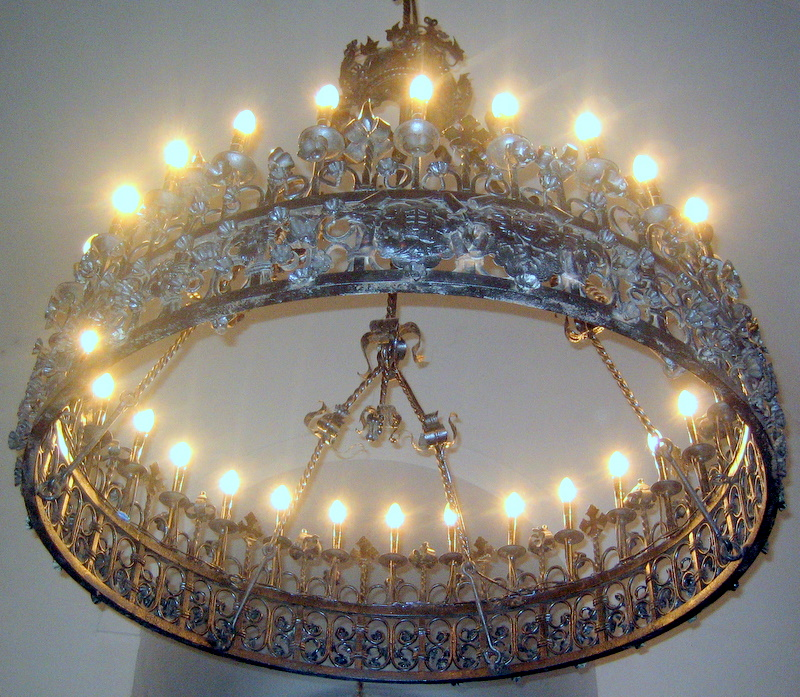
Люстра работы П. Багрима в Римско-католической церкви в Крошин
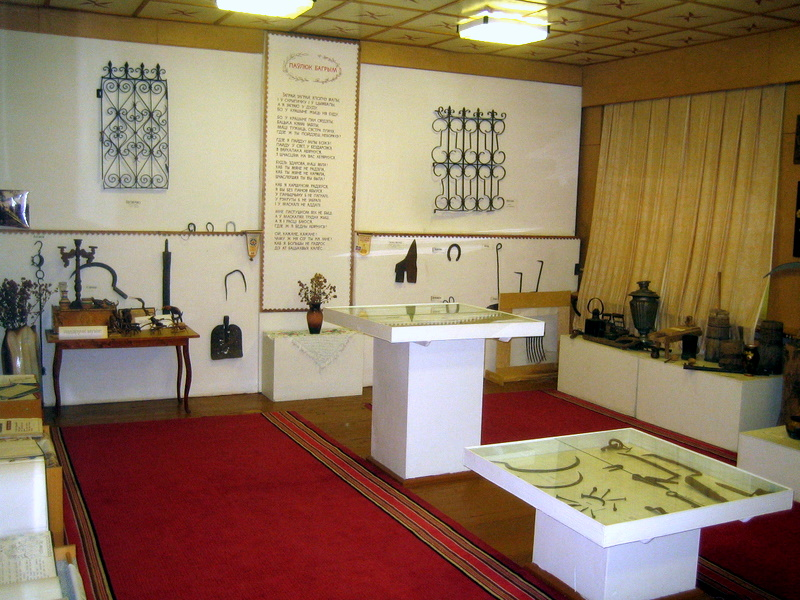
Музей народного творчества и ремёсел имени П. Багрима в Крошине
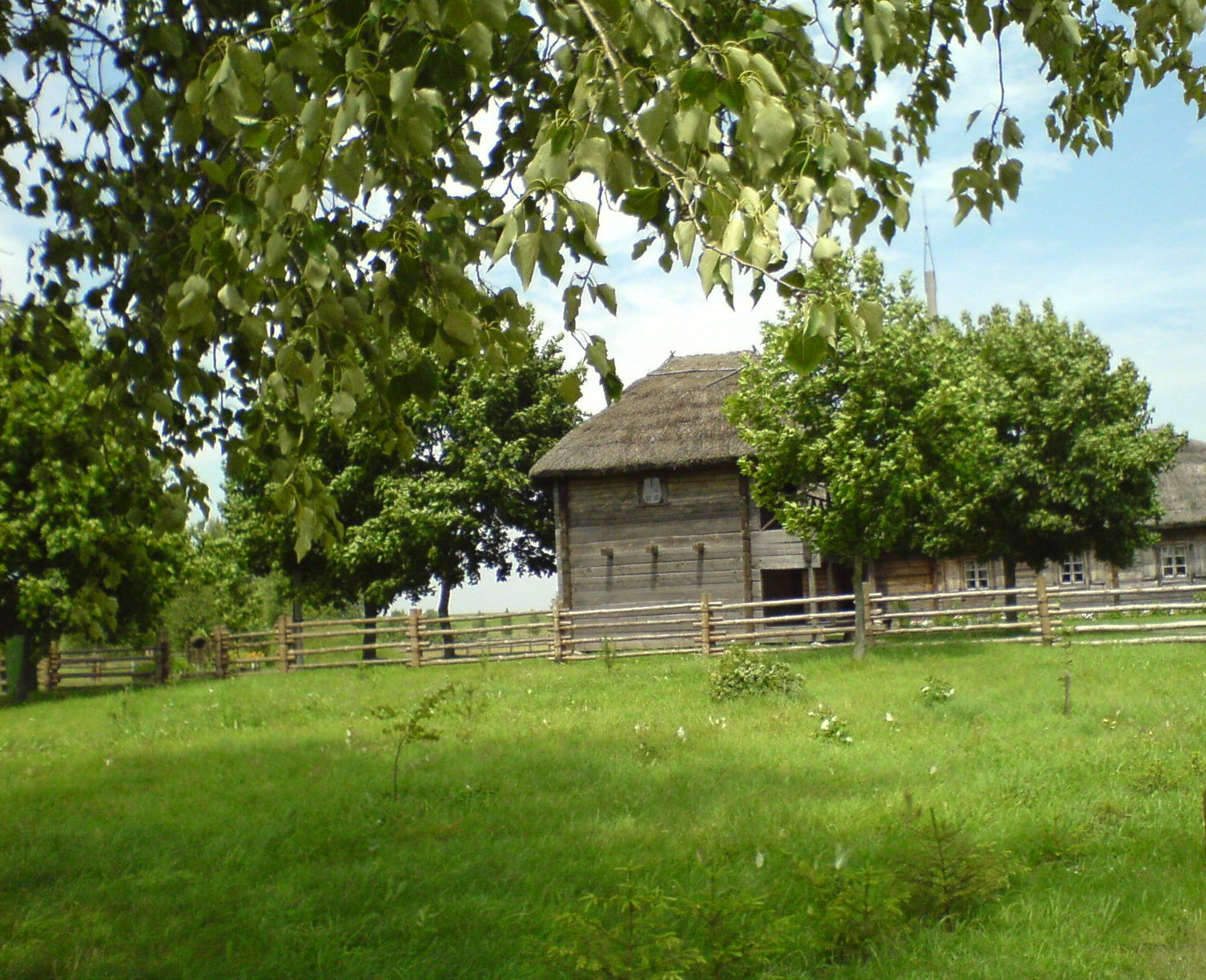
Музей-усадьба Мицкевичей в Заосье